# I Don't Need Love
Albums de Evidence
The Purple Tape Instrumentals
(2008) Cats & Dogs
(2011)
I Don't Need Love est une mixtape du rappeur Evidence, sortie le 10 décembre 2010.

## Liste des titres
| No  | Titre                                     | Contient un (des) sample(s) de                        | Durée |
| --- | ----------------------------------------- | ----------------------------------------------------- | ----- |
| 1.  | Because                                   | Because des Beatles                                   | 3:50  |
| 2.  | Let the Beat Flip                         | Eleanor Rigby des Beatles                             | 4:34  |
| 3.  | Cant Be Found (featuring Rakaa)           |                                                       | 3:02  |
| 4.  | Lines of Cocaine                          | A Day in the Life des Beatles                         | 3:09  |
| 5.  | The World (featuring Oh No)               |                                                       | 3:32  |
| 6.  | Frame of Mind                             | I Am the Walrus des Beatles Come Together des Beatles | 3:53  |
| 7.  | Egg Men (StepBrothers)                    | I Am the Walrus des Beatles                           | 3:11  |
| 8.  | If They Only Knew                         | Within You Without You des Beatles                    | 3:56  |
| 9.  | Think'n Bout Thinking (featuring Fashawn) | Hey Jude des Beatles Sun King des Beatles             | 9:27  |
| 10. | Pay off My Debts (featuring Dirt Nasty)   | Hey Jude des Beatles                                  |       |